# Инкерманская железная дорога
Инкерманская железная дорога — первая в Крыму железная дорога, построенная в 1843 году на конной тяге длиной в один километр. Её построил отставной мичман Дмитрий Волохов. Основная задача этой железной дороги — подвоз камня из каменоломни оврага до пристани в Инкерман и для доставки его оттуда морем в Южную бухту.
В 1873 году здесь был проложен участок Лозово-Севастопольской железной дороги. Она пролегла по старой железной дороге и прямо под Монастырской скалой.